# Lunitik Muzik
Lunitik Muzik – drugi studyjny album duetu Luniz, wydany pod koniec 1997 roku. Krążek dotarł do 34 pozycji listy Billboard 200 ze sprzedażą 500.000 kopii.
Gościnnie na albumie występują tacy artyści jak Redman, Too Short, E-40 czy zespół 2 Live Crew.

## Lista utworów
1. "Intro" (DJ Thump & Mengesha "Mystro" Francis)
2. "Highest Niggaz in the Industry" (feat. E-40 & B-Legit)
3. "Funkin Over Nuthin'" (feat. Too Short & Harm)
4. "In My Nature" (feat. 8Ball & MJG)
5. "Jus Mee & U" (feat. Raphael Saadiq)
6. "Game" (skit) (TK Kirkland)
7. "My Baby Mamma"
8. "Is It Kool?" (feat. MoKenStef)
9. "$ad Millionaire" (feat. Brownstone)
10. "Killaz of the Payroll" (feat. Phats Bossilini, Madd Maxx & Poppa LQ)
11. "Phillies" (feat. Poppa LQ)
12. "Mobb Shit" (feat. Swoop G, 3X Krazy & Cydal)
13. "Y Do Thugz Die" (feat. Val Young)
14. "Hypnotize" (feat. Redman)
15. "Handcuff Your Hoes"
16. "20 Bluntz a Day" (feat. 2 Live Crew & Christión)